# Австро-турецька війна (1716—1718)
Австро-турецька війна 1716—1718 років — одна із багатьох війн між Австрією та Османською імперією.

## Передісторія
В 1714 році Османська імперія оголосила війну Венеції. Однак Венеція прийняла пакт про взаємну оборону з Австрією, яка побоювалася, що після перемоги турки стануть погрожувати її кордонам в Хорватії. Переговори виявились безрезультативними, і в 1716 році великий візир Дамат Сілахдар Алі-паша повів армію на Белград, а флот вирушив блокувати Корфу.

## Бойові дії
Турецька мобілізація проходила повільно, тому чисельність військ була недостатньою для війни, і коли 5 серпня 1716 року армії ворожих сторін зійшлись біля Петроварадина, то Євгенію Савойському знадобилось всього-на-всього 5 годин, щоб повністю розбити турків, при цьому великий візир Дамат Сілахдар Алі-паша був убитий в бою. Новини про поразку під Петроварадином настільки шокувало османів, що вони зняли облогу з Корфу.
З Петроварадина принц Євгеній пішов на Банат, і після кількох тижнів облоги замок Тімішоара здався.
В 1717 році Євгеній Савойський вигнав турків із Белграда, а потім, рухаючись по долинах балканських річок, продовжив наступ на південь, глибоко увійшовши на територію Османської імперії.
В травні 1718 року великим візиром став Невшехірли Дамат Ібрахім-паша, і османський уряд оголосив про готовність подумати про укладення миру. Переговори проходили в містечку Пожареваці на південний схід від Белграда. Посередниками були британські та голландські посли при дворі султана.

## Підсумки
За підсумками війни Австрія залишила за собою Белград і Темешвар й пересунула свої кордони до Ніша. Австрія також розширила доступ торгівлі з територіями, які входили у сферу впливу Османської імперії. На більшій частині території сучасної Сербії було створено Королівство Сербія, на решті приєднаної території — Тімішоарський Банат.